# Elísio
Elísio José Oliveira Esteves (sinh ngày 5 tháng 5 năm 1989 ở Matosinhos) là một cầu thủ bóng đá người Bồ Đào Nha thi đấu cho Vilaverdense ở vị trí tiền đạo.